# Heilig-Kreuz-Kirche (Nin)

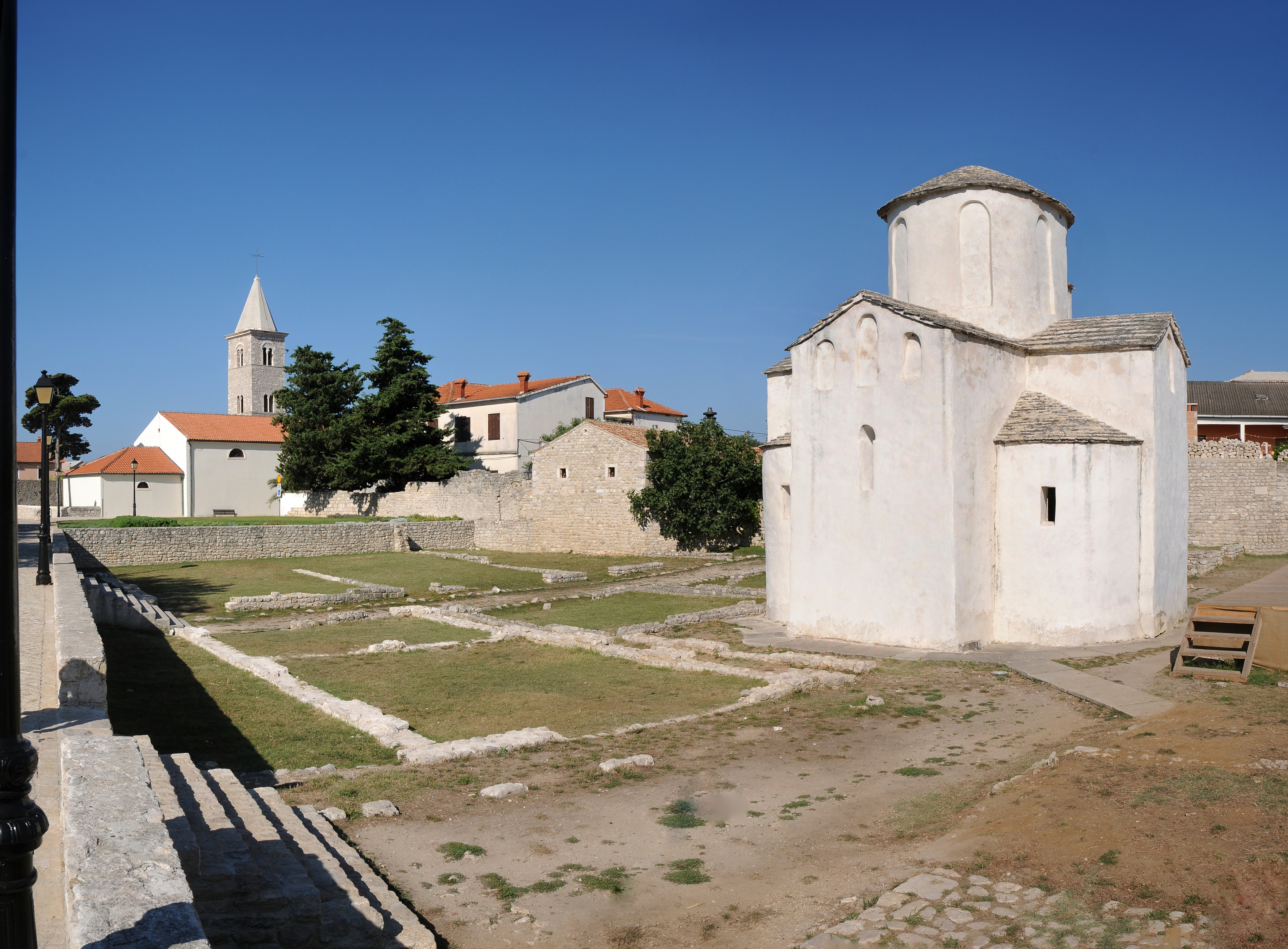
Sveti Križ

Die römisch-katholische Heilig-Kreuz-Kirche (kroatisch Crkva svetog Križa) in Nin, Kroatien wurde um das Jahr 800 erbaut und war vermutlich anfangs Bischofskirche des aufgehobenen Bistums Nin. Sie wird als die „kleinste Kathedrale der Welt“ bezeichnet und ist innen 7,80 m lang, 7,60 m breit und 8,20 m hoch.
Der Zentralbau besteht aus einer hoch aufragenden Rotunde, die von vier kurzen Kirchenschiffen in der Form eines griechischen Kreuzes umgeben ist. Der fensterlose, rechteckige Altarraum wird seitlich von Apsiskalotten flankiert; die gegenüber liegende Eingangsseite hebt sich durch einen Glockengiebel hervor. Die Dimensionen der Kirchenmauern, der Türen und der Fenster wurden an die unterschiedlichen Lichtverhältnisse innerhalb eines Jahres und auch innerhalb eines Tages angepasst. Sie konnte somit auch als Kalender und Uhr dienen.
Dieses Zeugnis kroatischer Baukunst aus der Zeit der Vorromanik ist eines der besterhaltenen Bauwerke aus jener Zeit.

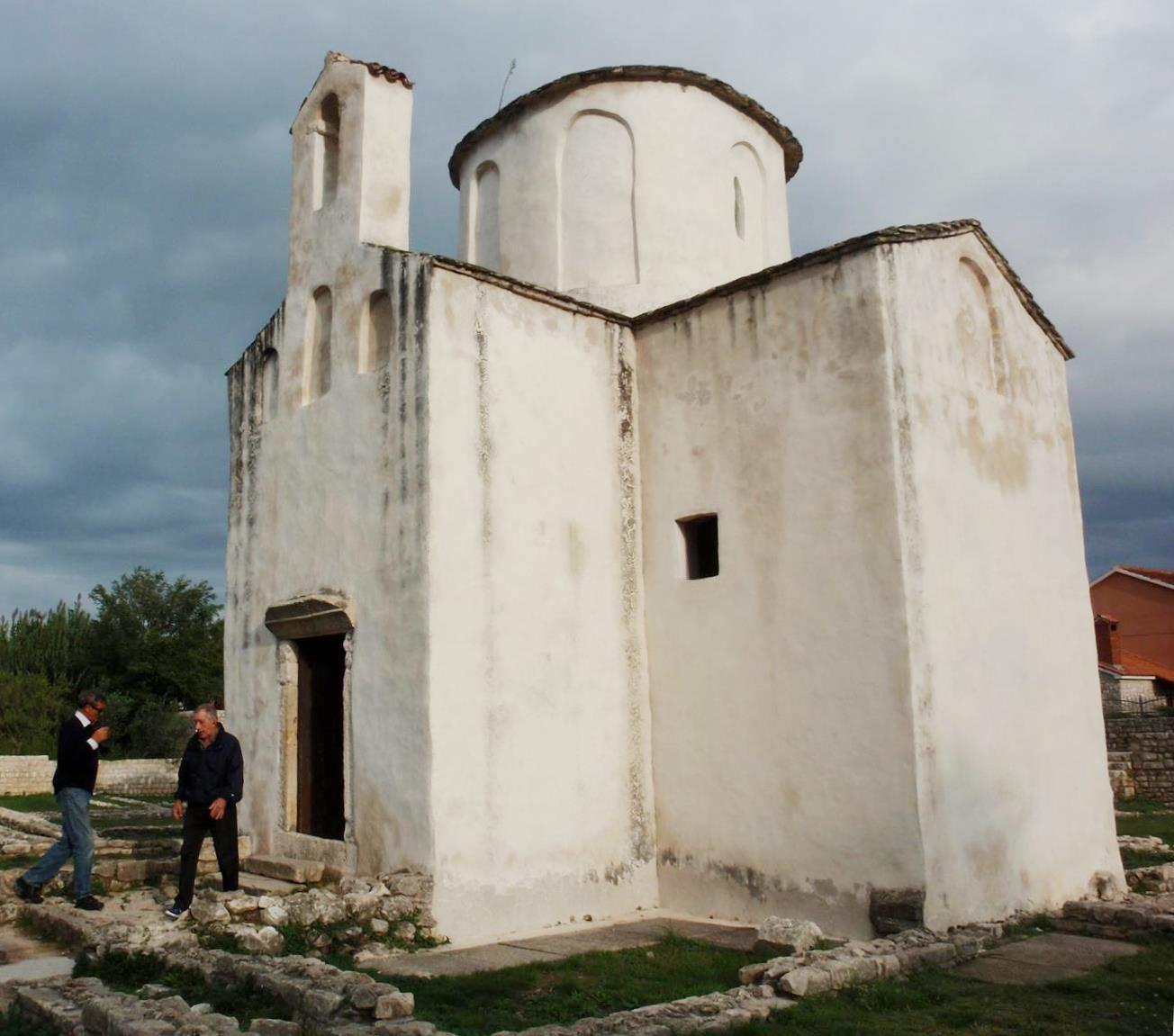
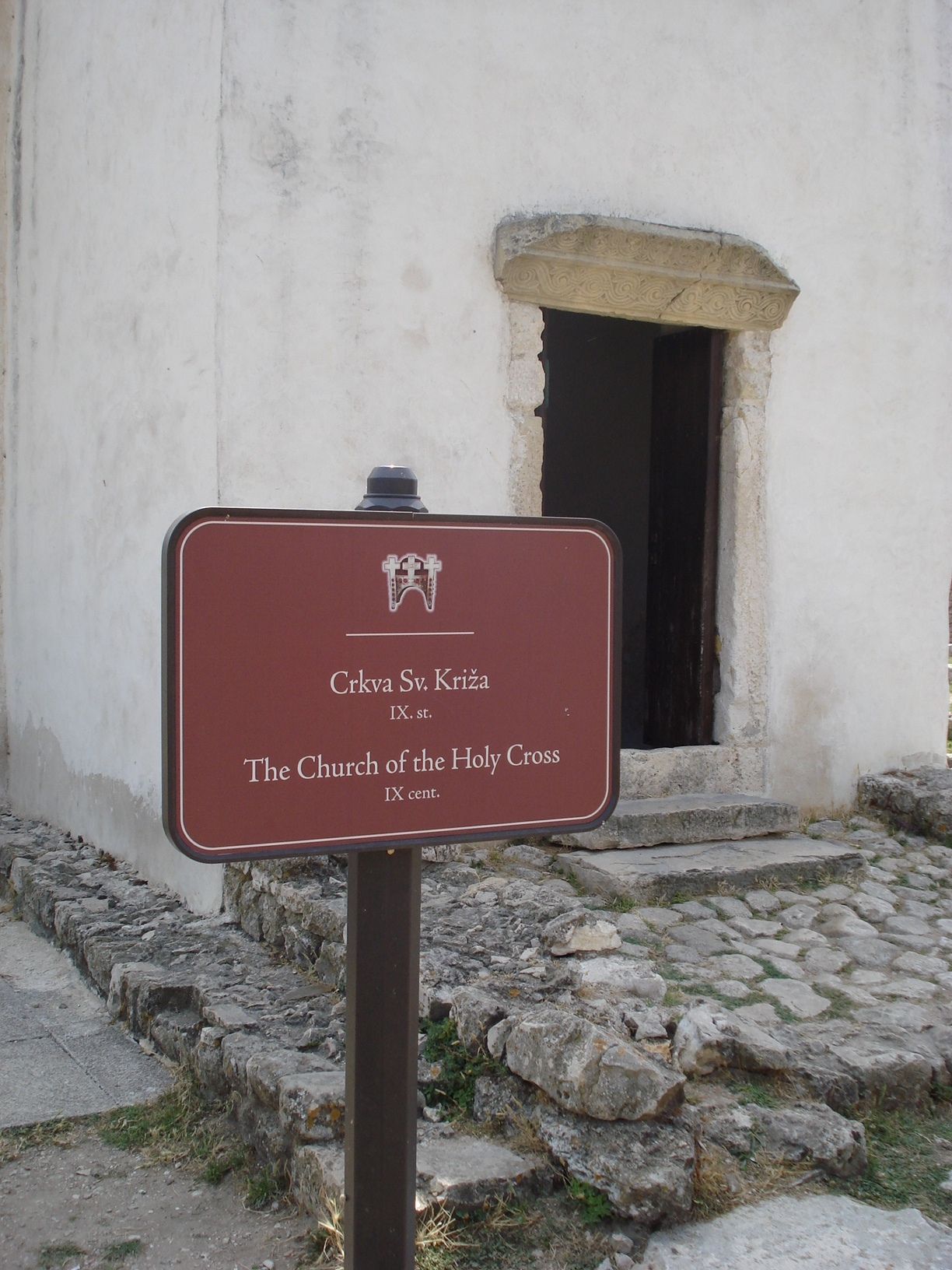
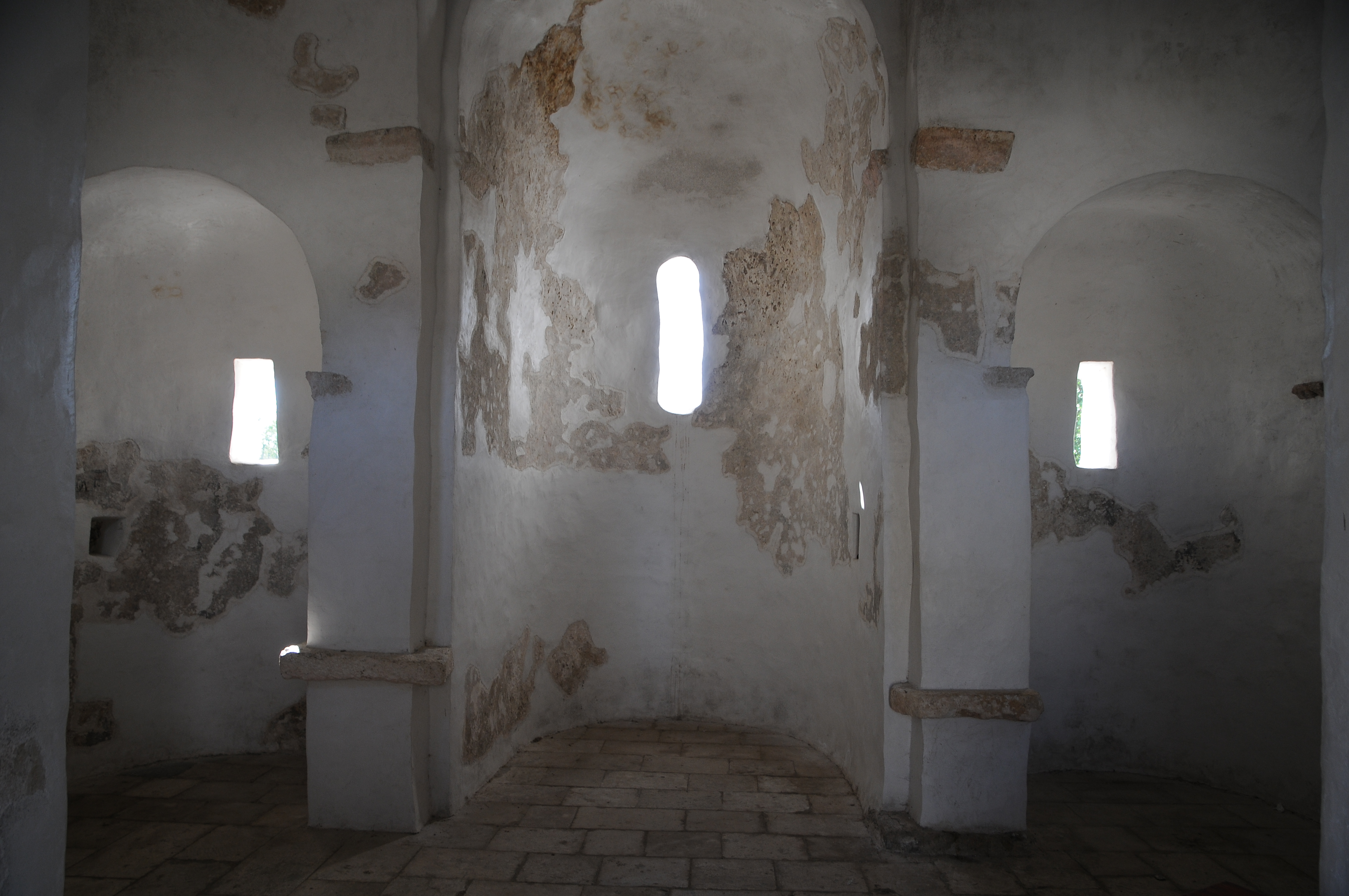
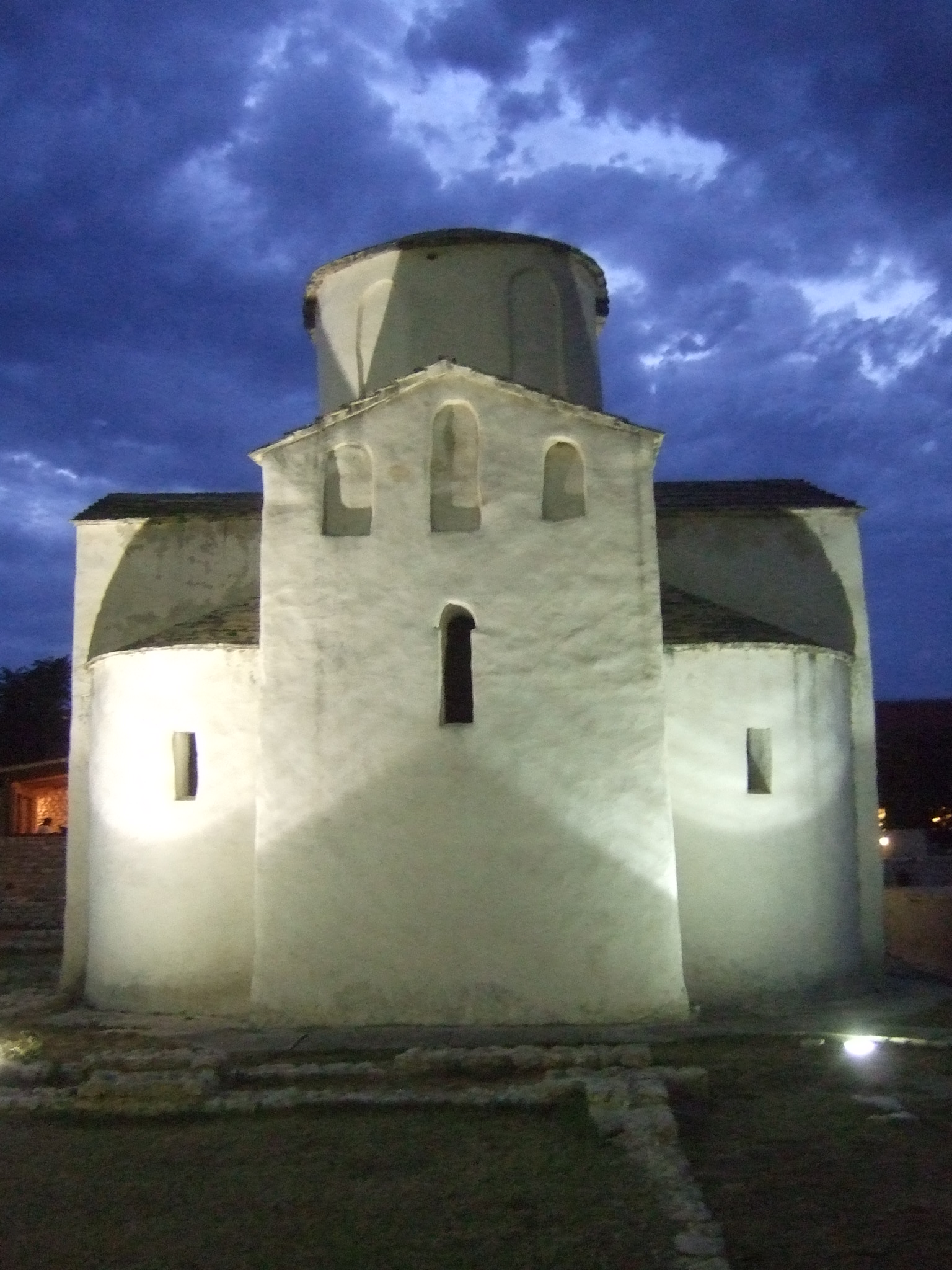